# آپولیپوپروتئین اچ
آپولیپوپروتئین اچ (انگلیسی: Apolipoprotein H) که با نام‌های دیگری نظیر آپو-اچ و بتا-۲ گلیگوپروتئین ۱ هم شناخته می‌شود، یک پروتئین ۳۸ کیلو دالتونی است که در انسان توسط ژن «APOH» کُدگذاری می‌شود.
یکی از وظایف این مولکول اتصال به کاردیولیپین است. پس از این اتصال، هر دوی این مولکول‌ها دچار تغییر ساختاری شدیدی می‌شوند.
«آپولیپوپروتئین اچ» نقش پیچیده‌ای در هم‌چسپی ایفا می‌کند و فرایند اتصال پلاکت‌ها با واسطه آدنوزین دی‌فسفات را به یکدیگر تغییر می‌دهد. این پروتئین معمولاً نقش ضد انعقادی در خون دارد، اما برحسب شرایط و با تغییر در فاکتورهای خونی، ممکن است این اثر «آپولیپوپروتئین اچ» برعکس شود.
«آپولیپوپروتئین اچ» یک نام بی‌مسماست، چرا که به میزان قابل توجهی در لیپوپروتئین‌ها موجود نیست و این نام از گذشته بر آن باقی مانده‌است.

## اهمیت بالینی
پادتن‌های ضد «آپولیپوپروتئین اچ» در برخی بیماری‌های عفونی و همچنین بیماری‌های خودایمنی نظیر لوپوس منتشر تولید می‌شوند. وجود این مولکول به‌شدت با فرم‌های لخته‌دهندهٔ لوپوس مرتبط است. برای مثبت‌شدنِ آزمایش پادت‌های ضد کاردیولیپین در جریان نشانگان آنتی فسفولیپید، لازم است تا «آپولیپوپروتئین اچ» در نمونهٔ استخراجی از کاردیولیپین موجود باشد.

## دومِـینسوشی ۲
در زیست‌شناسی مولکولی، دومِـین سوشی ۲ یک دومِـین پروتئین است که تنها در یوکاریوت‌ها یافت می‌شود. نام دیگر این دومِـین، «دومین پنجم پروتئین بتا-۲-گلیکوپروتئین-۱» (β2-GP1) است. در واقع، چهار دومین اولِ «آپولیپوپروتئین اچ» مشابه یکدیگر هستند و فقط دومِـین پنجمی متفاوت است.

### ساختار
این دومین پروتئین از ۴ رشتهٔ غیر موازی بتا و ۲ مارپیچ کوتاه آلفا و همچنین یک حلقهٔ بلند به‌شدت انعطاف‌پذیر تشکیل شده‌است و تفاوتش با چهار دومین دیگر در داشتنِ سه پیوند دی‌سولفید درونی و یک حلقهٔ انتهایی کربوکسیل اضافی است.

### عملکرد
عملکرد دقیق این دومین هنوز به‌طور کامل مشخص نیست اما ثابت شده که نقش بسیار مهمی در اتصال «آپولیپوپروتئین اچ» با ترکیباتی که بار الکتریکی منفی دارند، ایفا می‌کند و بدین ترتیب در اتصال به پادتن‌های مربوط به خود مؤثر است. ساخته‌شدن پادتن بر ضد «آپولیپوپروتئین اچ» موجب بروز نشانگان آنتی فسفولیپید می‌شود که با عواقبی در حاملگی همراه است.